# Френсіс Льюїс
Френсіс Льюїс (англ. Francis Lewis, 21 березня 1713 — 31 грудня 1802) — американський купець і батько-засновник Сполучених Штатів. Був підписантом Декларації незалежності Сполучених Штатів і Статей Конфедерації як представник Нью-Йорка в Континентальному Конгресі.

## Життєпис
Льюїс народився в Лландаффі, Уельс, 21 березня 1713 року. Був сином Моргана Льюїса та Енн Льюїс (уроджена Петтінґейл) з Ньюпорта. Льюїс отримав освіту у Вестмінстерській школі в Лондоні.